# Duck typing
Nei linguaggi di programmazione orientati agli oggetti, il duck typing (lett. "tipizzazione ad anatra") si riferisce a uno stile di tipizzazione dinamica dove la semantica di un oggetto è determinata dall'insieme corrente dei suoi metodi e delle sue proprietà anziché dal fatto di estendere una particolare classe o implementare una specifica interfaccia. Il nome del concetto si riferisce al test dell'anatra attribuito a James Whitcomb Riley che può essere formulato come segue: «Quando vedo un uccello che cammina come un'anatra, nuota come un'anatra e starnazza come un'anatra, chiamo quell'uccello "anatra"».
Nel duck typing si è interessati solo agli aspetti di un oggetto che sono usati invece che al tipo dell'oggetto stesso. Per esempio in un linguaggio non duck-tipizzato si può creare una funzione che prende un oggetto di tipo Anatra (duck) e chiama i metodi starnazza (quack) e cammina (walk) di quell'oggetto. In un linguaggio duck-tipizzato, la funzione equivalente avrebbe preso un oggetto di qualunque tipo e chiamato i metodi walk e quack di quell'oggetto. Se quindi l'oggetto non ha i metodi chiamati, la funzione segnala un errore in run-time. È quest'azione di ogni oggetto avente i corretti metodi quack e walk che vengono accettati dalla funzione che evoca la citazione e quindi il nome di questa forma di tipizzazione.
Il duck typing è avvantaggiato abitualmente dal non dover testare per il tipo di argomento in metodi e corpi di funzione, basandosi sulla documentazione, codice pulito e prove per assicurare un uso corretto. Gli utenti che provengono da linguaggi tipizzati staticamente sono abitualmente tentati di aggiungere questo controllo statico dei tipi prima del run-time, reprimendo i benefici e la flessibilità del duck typing e vincolando il dinamismo del linguaggio.

## Esempi del concetto
Si consideri il seguente pseudocodice per un linguaggio duck-tipizzato :
```
function
 calcola(a, b, c) => 
return
 (a+b)*c

esempio1 = calcola (1, 2, 3)
esempio2 = calcola ([1, 2, 3], [4, 5, 6], 2)
esempio3 = calcola ('mele ', 'e arance, ', 3)

print
 
to_string
 esempio1

print
 
to_string
 esempio2

print
 
to_string
 esempio3
```

In questo esempio ogni volta che viene chiamata la funzione calcola potrebbero essere usati oggetti non correlati fra loro (numeri, liste e stringhe). Fino a che l'oggetto supporta i metodi "+" e "*" l'operazione avrà successo. Se tradotto in Ruby o Python, per esempio, il risultato del codice sarà:
```
9
[1, 2, 3, 4, 5, 6, 1, 2, 3, 4, 5, 6]
mele e arance, mele e arance, mele e arance,
```

Inoltre il duck typing permette il polimorfismo senza ereditarietà. Come unico requisito.  la funzione calcola deve essere applicata a variabili aventi i metodi "+" e "*". Il duck test può essere visto nell'esempio seguente in Python. Dal punto di vista della funzione in_the_forest, l'oggetto è di tipo duck:
```
class
 
Duck
(
object
):

    
def
 
quack
(
self
):
 
        
print
 
"Quaaaaaack!"

    
def
 
feathers
(
self
):
 
        
print
 
"The duck has white and gray feathers."

 

class
 
Person
(
object
):

    
def
 
quack
(
self
):

        
print
 
"The person imitates a duck."

    
def
 
feathers
(
self
):
 
        
print
 
"The person takes a feather from the ground and shows it."

def
 
in_the_forest
(
duck
):

    
duck
.
quack
()

    
duck
.
feathers
()

 

def
 
game
():

    
donald
 
=
 
Duck
()

    
john
 
=
 
Person
()

    
in_the_forest
(
donald
)

    
in_the_forest
(
john
)

game
()

```

Il risultato sarà:
```
Quaaaaaack!
The duck has white and gray feathers.
The person imitates a duck.
The person takes a feather from the ground and shows it.
```

## Implementazioni
Si può avere un comportamento simile a quello di un linguaggio duck-tipizzato anche con linguaggi tipizzati.
I seguenti esempi ricalcano il comportamento del precedente scritto in Python.

### JavaScript
```
var
 
Duck
 
=
 
function
(){

    
this
.
quack
 
=
 
function
(){
alert
(
'Quaaaaaack!'
);};

    
this
.
feathers
 
=
 
function
(){
alert
(
'The duck has white and gray feathers.'
);};

    
return
 
this
;

};

var
 
Person
 
=
 
function
(){

    
this
.
quack
 
=
 
function
(){
alert
(
'The person imitates a duck.'
);};

    
this
.
feathers
 
=
 
function
(){
alert
(
'The person takes a feather from the ground and shows it.'
);};

    
this
.
name
 
=
 
function
(){
alert
(
'John Smith'
);};

    
return
 
this
;

};

var
 
in_the_forest
 
=
 
function
(
duck
){

    
duck
.
quack
();

    
duck
.
feathers
();

};

var
 
game
 
=
 
function
(){

    
var
 
donald
 
=
 
new
 
Duck
;

    
var
 
john
 
=
 
new
 
Person
;

    
in_the_forest
(
donald
);

    
in_the_forest
(
john
);

};

game
();

```

### PHP
```
<?php

class
 
Duck
{

        
function
 
quack
(){
 
echo
 
"Quack
\n
"
;}

        
function
 
fly
(){
 
echo
 
"Flap, Flap
\n
"
;}

}

class
 
Person
{

        
function
 
__construct
(
$name
){
$this
->
name
=
$name
;}

        
function
 
quack
(){
echo
 
"
{
$this
->
name
}
 walks in the forest and imitates ducks to draw them
\n
"
;}

        
function
 
fly
(){
 
echo
 
"
{
$this
->
name
}
 takes an airplane
\n
"
;}

}

function
 
QuackAndFly
(
$obj
){
$obj
->
quack
();
 
$obj
->
fly
();}

QuackAndFly
(
new
 
Duck
());

QuackAndFly
(
new
 
Person
(
"Jules Verne"
));

?>

```